# 이동진 (1945년)
이동진(李東鎭, 1945년 10월 1일 ~ )은 대한민국의 정치인이다. 제46·47·48대 전라남도 진도군수이다. 

## 학력
- 1957 진도초등학교 졸업
- 1960 진도중학교 졸업
- 1963 광주고등학교 졸업
- 1972 서울대학교 법학 학사
- 2000 한국방송통신대학교 대학원 행정학 석사
- 2005 단국대학교 대학원 행정학 박사

## 경력
- 1975 ~ 2001 한국토지공사
- 한국토지공사 산업단지 본부장, 상임이사
- 2001 ~ 2003 한국토지신탁 대표이사 사장
- 2006.08 ~ 2009 전남개발공사 사장
- 2010.07 ~ 2022.06 제46·47·48대 민선 5·6·7기 전라남도 진도군수(3선, 더불어민주당)

## 역대 선거 결과
|  | 12.81% |

|  | 35.75% |

|  | 56.24% |

|  | 34.89% |

| 전임 박연수 | 제46·47·48대 전라남도 진도군수 2010년 7월 1일 ~ 2022년 6월 30일 | 후임 김희수 |